# مطار تجكجة
مطار تجكجة (إياتا: TIY، إيكاو: GQND) هو مطار يخدم مدينة تجكجة، عاصمة ولاية تكانت التي تقع في موريتانيا. يتوفر المطار على مدرج معبد بطول 1600 متر وعرض 30 متر، وتبلغ الطاقة الاستعابية للمطار 15 ألف مُسافر في السنة، ولا يُشغل أي خطوط جوية تجارية.

## تاريخ
أنشئ المطار في سنة 2001.

## روابط خارجية
- تاريخ الحوادث لـ (Tidjikja Airport (TIY)) على شبكة سلامة الطيران.